# Immuncheckpoint-Inhibitor
Ein Immuncheckpoint-Inhibitor (auch Immun-Checkpoint-Inhibitor) ist ein Molekül, das einen Immuncheckpoint hemmt. In der Onkologie werden entzündungshemmende Immuncheckpoints blockiert. Diese Moleküle werden immuntherapeutisch genutzt und sind derzeit ausschließlich monoklonale Antikörper.

## Eigenschaften

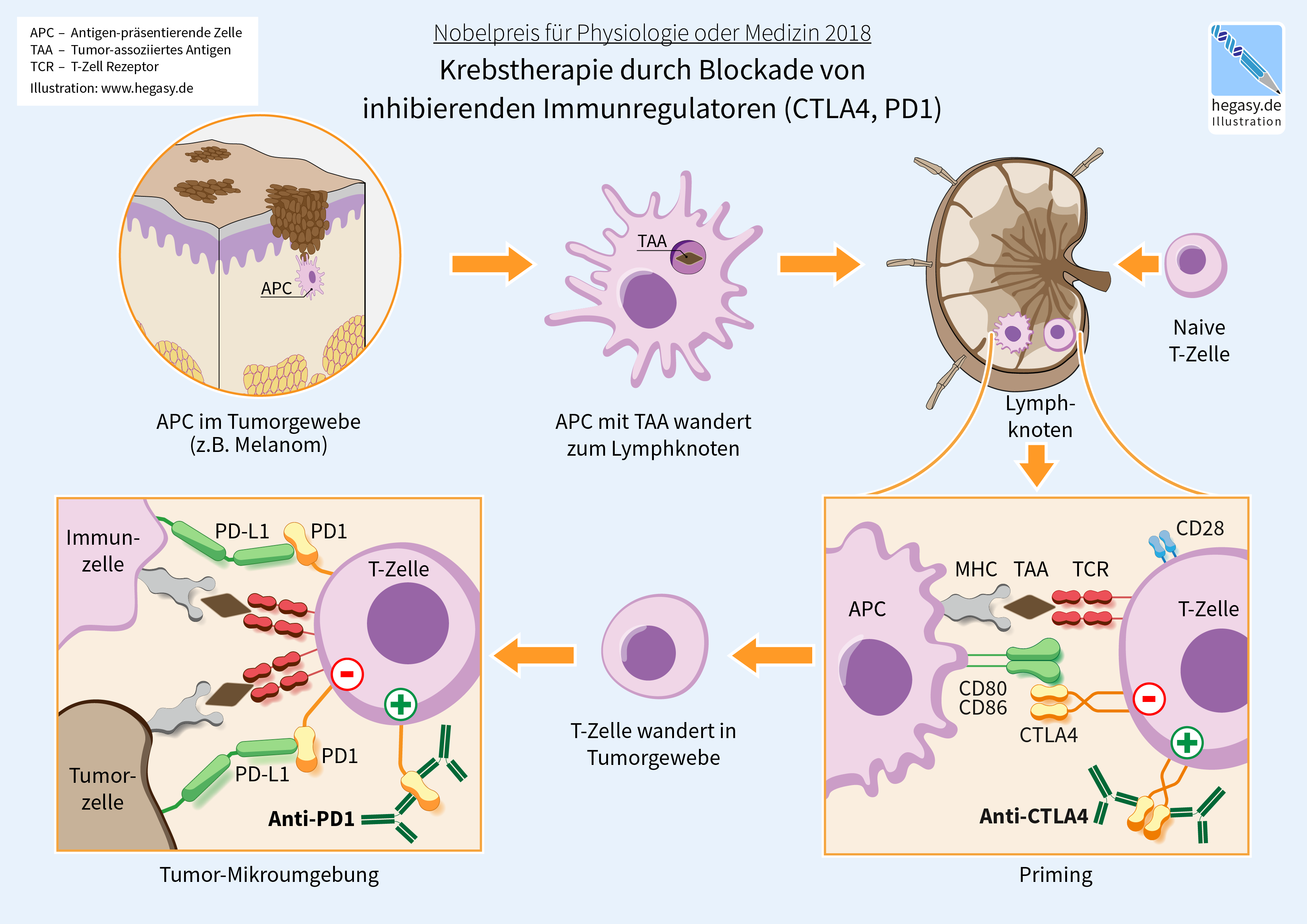

Das Immunsystem verfügt über sowohl kostimulatorische (aktivierende) als auch inhibitorische (hemmende) Signalwege. Diese Regelmechanismen beeinflussen die Stärke und Intensität einer Immunantwort. Im Normalfall dienen diese  Mechanismen u. a. der Vermeidung von Autoimmunreaktionen. Jene Signalwege mit hemmender Wirkung werden als co-inhibitorische Immuncheckpoints bezeichnet und bewirken ein Herabregulieren der T-Zell-Aktivierung oder der T-Zell-Effektorfunktion. Die Immuncheckpoints mit entzündungsfördernder Wirkung werden als co-stimulatorische Immuncheckpoints bezeichnet.

## Krebsbehandlung mit Immuncheckpoint-Inhibitoren
In Bezug auf Tumorerkrankungen ist bekannt, dass Tumorzellen sich dieser Immuncheckpoints bedienen können, um der Erkennung durch das Immunsystem zu entkommen (Immunevasion). Dieses immunsuppressive Milieu mancher Tumoren wird durch die Produktion von hemmenden Zytokinen, die Rekrutierung von immunsuppressiven Immunzellen und die Hochregulation von koinhibitorischen Rezeptoren, den negativ regulierenden Immuncheckpoints, erzeugt. Dieses Wissen führte zur Entwicklung von Checkpointinhibitoren, die durch Unterbrechung einer Rezeptor-Liganden-Bindung immunsupprimierende Signale „abschalten“. Auf diese Weise kann das Immunsystem des Organismus die entarteten Krebszellen erkennen und bekämpfen.
Die Behandlung mit Checkpoint-Inhibitoren hat die Onkologie in den letzten Jahren revolutioniert. Metastasierte Tumoren, wie das Melanom, dessen Verlauf bisher wenig beeinflusst werden konnte, wurden behandelbar. Bei anderen Tumoren, wie dem NSCLC (nicht kleinzelliges Bronchialkarzinom), konnte eine Behandlung mit Checkpoint-Inhibitoren eine nebenwirkungsreiche Chemotherapie ersetzen und zum Teil übertreffen. Allerdings können Checkpoint-Inhibitoren auch erhebliche Nebenwirkungen aufweisen. Durch das teilweise Ausschalten der „Freund-Feind-Erkennung“ von Killerzellen kann es zu lebensbedrohlichen Immunpathogenesen z. B. der Lunge, der Leber oder der Nieren kommen. Es laufen seit Beginn der 2010er-Jahre zahlreiche Studien zur Behandlung mit Checkpoint-Inhibitoren. Daher kann sich die Wirksamkeitsevidenz und der Zulassungsstatus der Präparate kurzfristig ändern. Folgende Medikamente werden angewendet oder getestet:
| Wirkung          | Pharmakon     | Handelsname              | Hersteller           | Malignome |
| ---------------- | ------------- | ------------------------ | -------------------- | --- |
| CTLA-4-Inhibitor | Ipilimumab    | Yervoy                   | Bristol-Myers Squibb | Melanom, Nierenzellkarzinom |
| CTLA-4-Inhibitor | Tremelimumab  | Imjudo, positive opinion | AstraZeneca          | Testung bei diversen Entitäten |
| PD-1-Antikörper  | Nivolumab     | Opdivo                   | Bristol-Myers Squibb | malignes Melanom, NSCLC, Nierenzellkarzinom, Hodgkin-Lymphom, Leberzellkarzinom, HNO-Plattenepithelkarzinom, Urothelkarzinom, Kolorektales Karzinom                                                          |
| PD-1-Antikörper  | Pembrolizumab | Keytruda                 | Merck Sharp & Dohme  | Mammakarzinom, malignes Melanom, NSCLC, Nierenzellkarzinom, Hodgkin-Lymphom, HNO-Plattenepithelkarzinom, Urothelkarzinom, Tumore mit MSI-H oder dMMR, Ösophaguskarzinom, Endometriumkarzinom, Zervixkarzinom |
| PD-1-Antikörper  | Cemiplimab    | Libtayo                  | Sanofi/Regeneron     | Metastasiertes oder lokal fortgeschrittenes Plattenepithelkarzinom der Haut |
| PD-1-Antikörper  | Dostarlimab   | Jemperli                 | GSK                  | Endometriumkarzinom |
| PD-L1-Antikörper | Atezolizumab  | Tecentriq                | Roche                | NSCLC, SCLC, Nierenzellkarzinom, Urothelkarzinom, Mammakarzinom |
| PD-L1-Antikörper | Durvalumab    | Imfinzi                  | Astra Zeneca         | Urothelkarzinom, NSCLC |
| PD-L1-Antikörper | Avelumab      | Bavencio                 | Merck KGaA           | Urothelkarzinom, Merkelzellkarzinom |

Die in der Tabelle aufgezählten Tumoren wurden erfolgreich getestet. Das bedeutet aber nicht, dass sie bei allen Fällen wirksam sind und eine Zulassung besteht. Letzteres kann in den Artikeln der einzelnen Präparate nachgelesen werden.
Immuncheckpoint-Inhibitoren sind z. B. Antikörper gegen CTLA-4 (Ipilimumab), PD-1 (Nivolumab) und PD-L1 (Atezolizumab, Durvalumab und Avelumab). Nach einer Infusion des Antikörpers erfolgt die Bindung des Antikörpers an diese als Immuncheckpoint wirkenden Proteine. Dadurch werden die Zellen, welche eines dieser Proteine auf der Zelloberfläche tragen und den Antikörper binden, vorübergehend (bzw. solange der therapeutische Antikörper im Körper zirkuliert) durch Immunzellen angegriffen und durch Makrophagen aus dem Körper entfernt (temporäre Zelldepletion). Diese Vorgänge führen zu einer Verstärkung der Immunantwort gegen den Tumor, so dass dessen Strategie der Immunevasion entgegengewirkt wird. Daher werden Immuncheckpoint-Inhibitoren im Rahmen der Krebsimmuntherapie verwendet, darunter auch in Kombination mit Krebsimpfstoffen.
Der PD-L1-Antikörper Avelumab wurde in Kombination mit dem VEGF-Inhibitor Axitinib bei fortgeschrittenen Nierenzellkarzinomen in der JAVELIN-Renal-101-Studie, einer randomisierten Phase-III-Studie, mit dem Tyrosinkinase-Inhibitor Sunitinib verglichen. Dabei konnte mit Avelumab und Axitinib ein signifikant längeres rezidivfreies Überleben erzielt werden. Bei Patienten mit PD-L1-positiven Tumoren betrug das mediane rezidivfreie Überleben 13,8 Monate mit Avelumab und Axitinib und 7,2 Monate mit Sunitinib. Selbst unter Einbeziehung der PD-L1-negativen Tumorfälle wurden gleich gute Ergebnisse erzielt.
Gegen diese immunreaktionsmindernden Moleküle wurden therapeutische monoklonale Antikörper (zunächst der anti-CTLA-4-Antikörper Ipilimumab und dann die anti-PD-1-Antikörper Nivolumab und Pembrolizumab) entwickelt und zunächst in Studien zum metastasierten malignen Melanom evaluiert. Die Behandlung mit diesen Antikörpern zeigte eine im Vergleich zu den üblichen Therapien nicht beobachtete klinische Wirkung und auch ein differentes, durch Autoimmunphänomene charakterisiertes Nebenwirkungsprofil.

## Nobelpreis für die Entdeckung von Immuncheckpoints
Im Jahr 2018 erhielten James Patrick Allison und Tasuku Honjo den Nobelpreis für Physiologie oder Medizin. Allison und seine Arbeitsgruppe an der University of California, Berkeley, entdeckten CTLA-4 und stellten fest, dass dieses Protein die Immunantwort abschwächte. An einem Mausmodell konnte Allison zeigen, dass dieser Mechanismus sich für die Krebsbekämpfung nutzbar machen ließ.  Tasuku Honjo hat mit seiner Arbeitsgruppe entdeckt, dass PD-1 dämpfend auf die Immunantwort wirkt. Auf der Grundlage dieser Forschungen konnten eine Reihe von wirksamen Medikamenten in der Krebsbehandlung entwickelt werden. Honjo erkannte, dass auch bei Autoimmunerkrankungen, Allergien und einer Transplantatabstoßung eine Dämpfung der Immunreaktion nützlich sein könnte.

## Anwendungen
Immuncheckpoint-Inhibitoren werden derzeit bei der Behandlung von Melanomen, nicht-kleinzelligen Lungenkarzinomen, klarzelligen Nierenzellkarzinomen und Plattenepithelkarzinomen eingesetzt.